# هتلر طنطاوي
لواء أركان حرب هتلر احمد الطنطاوي غنيم، عسكري مصري, من مواليد 1941 محافظة دمياط في قرية ميت الخولي عبد الله مصر. توفي في 10 نوفمبر 2013 .

## حياته المهنية
- تخرج في الكلية الحربية المصرية عام 1960.
- حصل على ماجيستير العلوم العسكرية بالولايات المتحدة الأمريكية.
- شغل منصب رئيس أركان وحدات الصاعقة بالقوات المسلحة المصرية.
- أمين عام وزارة الدفاع.
- رئيساً لهيئة الرقابة الإدارية حتى عام 2004.

## الأوسمة والأنواط والميداليات
- وسام الجمهورية من الطبقة الأولي في 23 مارس 2004 تقديرا لجهوده المتميزة.[3]
- نوط الخدمة الممتازة
- ميدالية الخدمة الطويلة والقدوة الحسنة
- ميدالية الترقية الإستثنائية في حرب اليمن
- ميدالية تحرير الكويت من دولة الكويت.[4]